# Mycosphaerella filicum
Mycosphaerella filicum är en svampart som först beskrevs av Jean Baptiste Desmazières, och fick sitt nu gällande namn av Karl Starbäck 1889. Mycosphaerella filicum ingår i släktet Mycosphaerella och familjen Mycosphaerellaceae.  Arten är reproducerande i Sverige. Inga underarter finns listade i Catalogue of Life.